# Тюрьма в Митиге
Митига — негосударственная тюрьма близ одноимённого аэропорта на северо-западе Ливии в 8 км от Триполи, принадлежащая исламистской группировке «RADA». Митига получила свою известность в годы гражданской войны в Ливии. Здесь содержались противники правительства Фаиза Сараджа и иностранные граждане.

## Тюрьма
Фактически Митига принадлежит не ливийскому правительству в Триполи, а союзным ей группировкам. Руководство тюрьмы осуществляет Абд аль-Рауфа Карра, лидер организации «RADA».
Капитан судна «Теметерон» Владимир Текучев, который содержался в Митиге с 2016 по 2019 год, в интервью изданию «Комсомольская правда» говорил, что в тюрьме находится более 3000 заключенных. Он описал условия колонии как крайне тяжелые.
Мы содержались в камерах примерно по 11—12 квадратных метров, в одной камере было 27 человек. Люди спали на голом бетоне, а иногда даже стоя. Там также находились одиночные камеры. Камеры представляют собой примерно метр двадцать на метр тридцать. То есть нормальному человеку там невозможно лечь.

## Нарушения прав человека
Тюрьма получила широкую известность за счёт пыток и издевательств. Для этого здесь оборудован отдельный блок. Пыточная находится в помещении охраны, рядом с первым и вторым секторами. Сообщалось, что там узников били трубой или другими предметами по ногам, ломая кости стопы. Порой людей подвешивали к потолку и также избивали. Пытки продолжались до тех пор, пока арестованный не соглашался дать «правильные показания».
Согласно воспоминаниям Максима Шугалея, находившегося в тюрьме 1,5 года, надзиратели иногда устраивали псевдорастрелы, тем самым пугая узников. 
В пытках участвовали даже высокопоставленные должностные лица. Бывший узник Раджаб Макрахи, лишившийся глаза в тюрьме, после побега из Митиги обратился в Африканский суд по правам человека. Мужчина потребовал призвать к ответу министра внутренних дел Правительства национального единства Фатхи Башагу, который, по утверждению Макрахи, якобы лично вырвал ему глаз.
Владимир Текучев, арестованный ливийцами, утверждал, что некоторых узников специально похищали для выкупа. Непосредственно за экипаж «Теметерона» был потребован выкуп в один миллион долларов США. Также капитан судна рассказал, что в тюрьме работал некий человек по имени Мунир, который обладал садистскими наклонностями. Он мог просто так взять и выстрелить человеку конечности, целясь в кость, чтобы потом, в последующем, тюремный врач отрезал заключённому ногу или руку.

## Иностранцы
В 2016 году в нейтральных водах был перехвачен российский танкер «Теметерон». Его экипаж под руководством Владимира Текучева до освобождения в 2019 году находился в Митиге. Как утверждали члены экипажи, помимо них в Митиге было ещё много иностранцев. В частности, капитан Текучев упоминал некого итальянца, которого четыре года удерживали боевики.
Наиболее известными заключёнными стали социолог Максим Шугалей и его переводчик Самер Суэйфан, захваченные в мае 2019 года. Они были обвинены в шпионаже и отправлены в Митигу, где удерживались до декабря 2020 года.

## Отражение в искусстве
Митига фигурирует в российско-тунисских кинокартинах «Шугалей» и «Шугалей-2», которые посвящены наиболее известным узникам — Максиму Шугалею и Самеру Суэйфану.